# فهرست واژگان ساخته‌شده در فارسی به‌سان واژه‌های عربی
تأثیر زبان عربی بر زبان فارسی و ذهن و برم پارسی‌گویان چنان بوده‌است که اینان خود دست به ساخت و ایجاد واژه‌هایی نو به سبک و بر وزنهای عربی زده‌اند. این واژه‌های برساخته در زبان فارسی گاه برآمده از بن‌واژه‌هایی غیرعربی (فارسی، انگلیسی و …) بوده‌اند و گاه عربی. اما ویژگی مشترک مهم همه‌شان اینست که هیچ‌یک هرگز در زبان عربی کاربردی نمی‌داشته و ندارند و در هیچ‌یک از واژه‌نامه‌های عربی هم به آنها اشاره‌ای نشده‌است.

## واژه‌های برساخته از بن‌واژه‌های عربی
این دست از واژه‌ها، در بسیاری از موارد، آنچنان در زبان فارسی جاافتاده‌اند که حتی زبان‌آوران و ادیبان بزرگ هم در آثار خود به فراوانی از آنها بهره برده‌اند.
- خجالت: بر وزن عربی «فِعالَة» یا «فَعالَة».
- خجلت: بر وزن عربی «فِعْلَة» یا «فَعْلَة»، به‌معنای شرمندگی و شرمساری
- هلاکت: بر وزن عربی «فَعالَة».
- ذکاوت: بر وزن عربی «فِعالَة» یا «فَعالَة» که در فارسی به‌جای برابر درستش در زبان عربی، «ذَکاء» (به معنی تیزهوشی و زیرکی)، به‌کار می‌رود. خود ذکاء در فارسی عملاً تنها در القابی چون «ذکاءالمُلک» و «ذکاءالدوله» کاربرد دارد که در این مواقع هم بسیار پیش می‌آید که آن را به‌جایِ زبَر بر ذال (ذَ)، به صورت پیش بر ذال (ذُ) ادا می‌کنند؛ حال آنکه در زبان عربی، «ذُکاء» واژهٔ دیگریست به‌معنی خورشید (و یا آفتاب) که در ترکیبات یادشده، به‌هیچ‌وجه مدّ نظر نمی‌باشد.
- بالاخره: ترکیبی غلط در فارسی با تلفظ «ِبلْ‌اَخَره» و به‌معنی سرانجام، باری.

## واژه‌های برساخته از بن‌واژه‌های غیرعربی

### از انگلیسی
- مفشن: این واژه در افغانستان به‌وجود آمده‌است و در آنجا کاربرد دارد. از بردن fashion (با تلفظ «فیشَن» در فارسی دری افغانستان) به وزن عربی «مُفَعّل»، مُفَشّن بدست می‌آید؛ به‌معنای تجملّی، مجلّل، لوکس، مُد روز.

### از فارسی
- انتظار: از نظر برگرفته شده و آن هم از نگر آمده. منتظر هم از واژه هاست.
- توازن: از وزن به ثلاثی مزید باب تفاعل
- فلاکت: از فلک فارسی بر وزن عربی «فِعالَة» مصدر ثلاثی مجرد.
- کفاش: شاید بتوان این واژه را ناموَرترین این دست از واژه‌ها دانست. این واژه از بردن کفش فارسی به وزن عربی «فَعّال» ساخته شده‌است و به‌جای برابر فارسیش یعنی کفشگر به‌کار برده می‌شود.
- زمان: مزمن و ازمنه.
- شکل: شکیل برابر با زیبا.
- لج: لجاجت و لجوج را به تراز آهنگ ثلاثی بازسازی کرده‌اند.
- متوازن: از وزن از توازن متفاعل
- منتظر: از نگر
- مزلّف: از زلف اسم مفعول بر وزن مفعَّل از باب تفعیل برابر با جوان خودآرا و خودنمای سبکسر و تهی مغز
- مفلوک: از واژه فلک بر وزن مفعول برابر با بیچاره.
- مکلّا : از واژه کلاه اسم مفعول بر وزن مُفعّل از باب تفعیل برای کسی که آخوند نیست بکار می‌رفته‌است.
- ممهور: از مُهر بر وزن مفعول به چَمِ مهر خورده.
- منظره: از نگر به وزن مفعَله اسم مکان
- منظور: از نگر به وزن مفعول
- موازنه: از وزن به ثلاثی مزید باب مفاعله
- موازین: از وزن جِ میزان
- موزون: از وزن بر وزن مفعول
- میزان: از وزن به وزن مفعال اسم ابزار
- ناظر: از نگر به وزن فاعل
- نرّاد: از نرد بر وزن فعّال.
- نزاکت: از واژه نازک بر وزن فعالت از مصدرهای ثلاثی مجرد به چم ادب.
- نظائر: جِ نظیر از نگر به وزن فعیل صفت مشبهه
- نظارت: نگر به وزن مصدر ثلاثی فعاله
- نظر: نگر به وزن مصدر ثلاثی فعل
- نظیر : نگر به وزن فعیل صفت مشبهه
- وزن: میزان و موزون و موازنه و توازن

## جُستارهای وابسته
- فهرست وام‌واژه‌های عربی در فارسی
- فهرست واژه‌های عربی با ریشه فارسی
- برهم‌کنش زبان‌های فارسی و عربی
- وام‌گیری فارسی از عربی
- واژگان فارسی
- آمیختگی فارسی با زبان‌های دیگر
- دگرگونی زبان فارسی در عصر کنونی
- خط در ایران
- گرته‌برداری